# Piz Campasc
Der Oberengadiner Berg Piz Campasc ([pits kɐmˈpaʃ]ⓘ) liegt auf dem Gemeindegebiet von Poschiavo im Kanton Graubünden und am Westrand der Livigno-Alpen. Sein Gipfel liegt auf 2598 m ü. M., etwa 2,3 km südöstlich des Hospizes Ospizio Bernina auf dem Berninapass.